# Viktor An
Viktor An, noto come Ahn Hyun-soo fino al 2011 (in russo Виктор Ан?; Seul, 23 novembre 1985), è un ex pattinatore di short track allenatore di short track sudcoreano naturalizzato russo.
Da molti considerato il rivale storico del pattinatore statunitense Apolo Anton Ohno, con il quale ebbe due controversi duelli ai Giochi olimpici invernali di Salt Lake City nel 2002, con le sue otto medaglie olimpiche (sei ori e due bronzi) è l'atleta più decorato nella storia dello short track.

## Biografia
Ahn Hyun-Soo ha iniziato a pattinare quando frequentava la scuola elementare. La prima volta che vide lo Short Track in televisione, fu durante i Giochi Olimpici di Lillehammer, nel 1994, dove uno dei suoi idoli, Chae Ji-Hoon, vinse l'oro nei 500 metri e l'argento nei 1000 per la Corea del Sud. Il suo allenatore, Kim Ki-Hoon, vinse 3 medaglie olimpiche, e diventò l'allenatore di Viktor allenandosi insieme a lui. Ahn Hyun-Soo si allenava 10 ore al giorno, per migliorare velocità, tecnica e tattica di gara.

## Carriera

### Salt-Lake City 2002/Torino 2006
Ha partecipato alle Olimpiadi Invernali del 2002 a Salt Lake City, arrivando in finale nei 1000 metri, ma tornando a casa senza una medaglia, per colpa di una spallata rifilatagli dal suo rivale storico Apolo Ohno, il quale innescò la carambola che portò alla clamorosa vittoria dell'australiano Steven Bradbury. Alle Olimpiadi invernali del 2006, An è stato il dominatore assoluto delle gare, vincendo medaglia d'oro nei 1500, 1000 e 5000 metri a squadre (assieme a Lee Ho-Suk (이호석), Seo Ho-Jin e Song Suk-Woo). Egli ha stabilito un nuovo record olimpico di 1:26.739 nei 1000 m, precedendo il compagno di squadra Lee Ho-Suk e il rivale Ohno. È diventato il secondo atleta coreano di sempre a vincere tre medaglie d'oro in una sola Olimpiade (Jin Sun-Yu (진선유) raggiunse lo stesso traguardo lo stesso giorno). Arrivò solo terzo nella distanza dei 500 metri, per colpa di una falsa di Apolo Ohno che non fu fischiata dal giudice di gara.
Raramente rimane in testa per tutta la gara, la strategia di An è quella di rimanere nelle ultime posizioni, per poi superare all'esterno (o all'interno) tutto il gruppo, a soli pochi giri dalla fine. Nei 5000 m staffetta alle Olimpiadi invernali del 2006, fece un sorpasso incredibile sui Canadesi (campioni in carica) assicurando così la vittoria alla Corea del Sud. Egli è il primo uomo coreano a vincere almeno 3 medaglie in una sola Olimpiade invernale.

### Campionati del mondo
Ahn Hyun-Soo ha vinto il campionato del mondo Junior nel 2002 ed è arrivato secondo dietro Kim Dong-Sung, al suo primo Campionato del mondo, lo stesso anno. Egli è il primo pattinatore maschio a raggiungere tale impresa. Nonostante sia stato squalificato nella finale dei 500 m e 3000 m nel 2006 ai Mondiali di Minneapolis, Ahn Hyun-Soo è stato in grado di vincere il campionato con le vittorie sia nei 1000 che nei 1500 metri diventando così il campione del mondo generale con 68 punti seguito dal connazionale Lee Ho-Suk con 60 punti. Ahn Hyun-Soo è l'unico maschio pattinatore ad aver vinto cinque campionati del mondo consecutivi (2003-2007).
È arrivato primo nella classifica generale di Coppa del Mondo durante le stagioni 2003-2004 e 2005-2006, ed è stato detentore del record dei 1500 metri fino al 2011 (ora in mano a Noh Jinkyu, con il tempo di 2:09.041). Ai Campionati del Mondo tenutisi a Milano, dal 9 all'11 marzo 2007, Ahn Hyun-Soo ha vinto il suo quinto campionato del mondo, finendo primo nei 1000 e nei 5000 metri staffetta (assieme a Sung Si-Bak, Song Kyung-Taek e Kim Hyun-Kon). Ha anche vinto l'argento nei 3000 m dietro al connazionale Song Kyung-Taek, e due medaglie di bronzo nei 500 metri e nei 1500.

### I conflitti
Dopo i Campionati del Mondo 2006, Ahn Hyun-Soo tornò in Corea del Sud. All'Incheon International Airport, il padre di Ahn Hyun-Soo, Ahn Ki-Won, ebbe un forte litigio con il vice presidente della Corea Skating Union (KSU), sostenendo che l'allenatore aveva fatto di tutto per cercare di ostacolare Ahn Hyun-Soo, per evitare la sua vittoria in campionato. La squadra coreana di Short Track è stata quindi suddivisa in due gruppi in cui Ahn Hyun-Soo è allenato dal coach delle donne a causa di conflitti con l'allenatore degli uomini.
La tensione è aumentata così tanto che i pattinatori si sono rifiutati di mangiare nella stessa stanza o sedersi uno accanto all'altro in aereo. Ahn Hyun-Soo e Lee Ho-Suk amici da sempre, frequentando pure la stessa scuola e avendo anche condiviso sempre la stessa camera in gara, sono arrivati a non parlarsi più. Ahn Hyun-Soo scrisse quindi sul suo sito, che la pressione per lui era troppa, tanto da fargli addirittura abbandonare la sua carriera. A causa del problema, KSU ha sostenuto che dalla prossima stagione, la squadra sarà seguita da un solo capo allenatore per evitare rivalità.

### L'infortunio
Il 16 gennaio 2008, la KSU annunciò che Ahn Hyun-Soo si era fratturato il ginocchio dopo una caduta durante l'allenamento della nazionale coreana del Centro di Formazione a Taeneung. Dopo essere stato portato in ospedale, il danno è stato diagnosticato come un ginocchio fratturato. A causa della lesione, la KSU ha annunciato che Ahn Hyun-Soo non parteciperà alla Samsung ISU World Cup Series 5 e 6 a Quebec City e Salt Lake City, al Campionato del Mondo 2008 di Gangeung e nemmeno al World Team Championships 2008 a Harbin, in Cina. Come conseguenza della lesione inaspettata, era chiaro che non sarebbe stato in grado di difendere il suo sesto titolo mondiale, lasciando questa possibilità ai suoi connazionali Lee Ho-Suk, Song Kyung-Taek e Lee Seung-hoon.
Dopo aver subito tre interventi chirurgici, il suo periodo di riabilitazione è stato previsto intorno a 2-3 mesi. Dopo otto mesi fuori dal ghiaccio, un articolo di news coreano ha riferito il 5 settembre 2008, che Ahn Hyun-Soo era tornato ad allenarsi, facendo allenamenti di due ore per riabilitare le gambe e per potenziare la muscolatura. L'articolo ha anche riferito che Ahn Hyun-Soo si sta preparando per le Olimpiadi di Vancouver 2010, in Canada.
A causa del suo infortunio, Ahn Hyun-Soo non ha partecipato ai Campionati del Mondo 2009 a Vienna.

### Vancouver 2010
Durante i Trials Coreani, che determinano le squadre per Olimpiadi e Coppa del mondo, Ahn Hyun-Soo non è stato in grado di qualificarsi, arrivando 7º in classifica generale (non avendo corso in Coppa del mondo, doveva arrivare nei primi tre). A causa della sua incapacità di qualificarsi, non ha gareggiato alle Olimpiadi invernali del 2010 a Vancouver.

### Nazionalizzazione russa
Non qualificatosi per le Olimpiadi del 2010 a Vancouver (Canada), decise di cambiare nazionalità e di correre con la Russia, per qualificarsi in vista di Sochi 2014. Dalla stagione 2011/2012 corre con il nome di Viktor An. Questa scelta fu dettata dal fatto che la federazione sudcoreana non aveva aiutato Ahn Hyun-Soo durante il periodo del bisogno.

### Risultati in Russia
Durante la stagione 2011/2012, Viktor è stato il vincitore dei 3000 metri e dei 5000 metri staffetta. Nel 2013, ha inoltre vinto un argento nei 1000 metri, un bronzo nei 500 metri e l'oro nella Staffetta, durante gli Europei di Malmo. Nella stagione 2013/2014, arriva secondo in classifica generale nel circuito di Coppa del mondo, con il titolo assoluto nella distanza dei 500m. Agli Europei di Dresda 2014 vince 5 medaglie d'oro, nei 500 metri, nei 1000 metri, nei 3000 metri, nella staffetta e nella classifica generale. Manca la medaglia nei 1500 metri per colpa di una caduta.

### Soči 2014
Parte abbastanza bene l'Olimpiade per Viktor An, che si aggiudica il bronzo nella distanza dei 1500 metri. Chiude alle spalle di Han Tianyu (2º) e Charles Hamelin (1º). Durante la seconda giornata di gare porta la sua squadra nella finale della staffetta e conquista la qualificazione scontata per i quarti di finale dei 1000m. Due giorni più tardi, Viktor conquista il suo quarto oro individuale nella distanza dei 1000m, portando a medaglia anche il compagno Vladimir Grigorev e diventando l'atleta con più ori nella storia dello Short Track. Nell'ultima giornata di gare diventa l'atleta più medagliato nella storia dello Short Track, vincendo l'oro nei 500m e nei 5000m a squadre.

### World Championship 2014
Giunto a Montreal come uno dei favoriti, Victor delude le aspettative nelle prime due giornate di gara, arrivando quarto nella distanza dei 1500 metri e in quella dei 500. Durante la terza giornata di gare, Victor An vince la finale dei 1000 metri, balzando al comando della classifica con 50 punti a soli tre dal canadese Charles Hamelin. Nella superfinale, Victor chiude terzo davanti a Charles Hamelin, e con 63 punti diventa per la sesta volta campione del mondo. Nella staffetta 5000m a squadre, chiude solo quarto.

### Stagione 2014-2015
Victor ha annunciato che procederà con l'attività agonistica fino alle prossime olimpiadi, ovvero quelle di PeyongChang in Corea, nel 2018. Parteciperà quindi al circuito di coppa del mondo 2014-2015.

### Stagione 2015-2016
Dopo una stagione non proprio al massimo della forma, Victor annuncia che non parteciperà al circuito di coppa del mondo 2015-2016 per un problema al ginocchio. Provvederà al rinforzamento dei muscoli della gamba in questione in vista di quelle che avrebbero dovuto essere le sue ultime olimpiadi, ovvero quelle di Pyeongchang 2018 in Corea del Sud.
Egli tuttavia non parteciperà ia Giochi olimpici a causa della squalifica inflitta dal Comitato Olimpico Internazionale alla Federazione russa in seguito ai risultati dell'inchiesta sul doping di Stato in Russia.

### Allenatore
Dopo il ritiro dall'attività agonistica è diventato allenatore della nazionale cinese, come assistente di Kim Sun-tae, allenando tra gli altri Ren Ziwei e Li Wenlong.

## Palmarès

### Olimpiadi
- 8 medaglie:
  - 6 ori (1000 m, 1500 m, 5000 m staffetta a Torino 2006; 500 m, 1000 m, 5000 m staffetta a Soči 2014);
  - 2 bronzi (500 m a Torino 2006; 1500 m a Soči 2014).

### Campionati mondiali
- 35 medaglie:
  - 20 ori (staffetta a Montréal 2002; classifica generale, 1500 m, 3000 m, staffetta a Varsavia 2003; classifica generale, 1000 m, 1500 m, 3000 m, staffetta a Göteborg 2004; classifica generale, 1500 m a Pechino 2005; classifica generale, 1000 m, 1500 m a Minneapolis 2006; classifica generale, 1000 m, staffetta a Milano 2007; classifica generale, 1000 m a Montreal 2014)
  - 10 argenti (classifica generale, 1000 m, 3000 m a Montréal 2002; 1000 m a Varsavia 2003; 1000 m, 3000 m, staffetta a Pechino 2005; 3000 m a Milano 2007; 500 m, staffetta a Debrecen 2013)
  - 5 bronzi (500 m a Pechino 2005; 500 m, 1500 m a Milano 2007; 3000 m a Montreal 2014; 3000 m a Rotterdam 2017).

### Campionati mondiali a squadre
- 6 medaglie:
  - 2 ori (San Pietroburgo 2004, Montréal 2006)
  - 3 argenti (Budapest 2003, Chuncheon 2005, Budapest 2007)
  - 1 bronzo (Milwaukee 2002)

### Giochi asiatici
- 6 medaglie:
  - 5 ori (1000 m, 1500 m, staffetta a Aomori 2003; 1000 m, staffetta a Changchun 2007)
  - 1 argento (1500 m a Changchun 2007)

### Campionati europei
- 16 medaglie:
  - 8 ori (staffetta a Malmö 2013; 500 m, 1000 m, 3000 m, staffetta e classifica generale a Dresda 2014; 500 m e staffetta a Dordrecht 2015)
  - 6 argenti (1000 m a Malmö 2013; 3000 m e staffetta a Dordrecht 2015; staffetta a Torino 2017; 500m e staffetta a Dresda 2018);
  - 2 bronzi (500 m a Malmö 2013; 500m a Torino 2017).